# Фридрих Август (Насау-Узинген)
Вижте пояснителната страница за други личности с името Фридрих Август.
Фридрих Август фон Насау-Узинген (на немски: Friedrich August von Nassau-Usingen; * 23 април 1738, Узинген; † 24 март 1816, Бибрих при Висбаден) от род Дом Насау (линия Насау-Саарбрюкен-Узинген), е княз на Насау-Узинген (1803 – 1816) и първият херцог на Насау (1806 – 1816). Той е последният мъж от линията му Насау-Узинген.

## Живот
Той е вторият син на княз Карл фон Насау-Узинген (1712 – 1775) и първата му съпруга принцеса Кристиана Вилхелмина фон Сакс-Айзенах (1711 – 1740), дъщеря на херцог Йохан Вилхелм фон Саксония-Айзенах и херцогиня Магдалена Сибила фон Саксония-Вайсенфелс. Брат е на Карл Вилхелм (1735 – 1803), княз на Насау-Узинген, и на Йоханес Адолф (1740 – 1793), пруски генерал. Полубрат е на граф Карл Филип фон Вайлнау (1746 – 1789).
От 1744 г. Фридрих Август живее с родителите си в дворец Бибрих при Висбаден. Той започва военна кариера в императорската войска и през 1790 г. по време на Седемгодишната война става фелдмаршал.
След смъртта на най-големия му брат Карл Вилхелм († 17 май 1803) Фридрих Август наследява графството Насау-Узинген и става княз на Насау-Узинген. Той построява дворцовия парк Мозбург.
Фридрих Август влиза в Рейнския съюз и през 1806 г. се образува новото Херцогство Насау. Понеже е ясно, че ще остане без мъжки наследници, управлява херцогството Насау заедно с по-младия си братовчед Фридрих Вилхелм фон Насау-Вайлбург (1768 – 1816).
След смъртта му на 24 март 1816 г. без мъжки наследник Фридрих Август е наследен от племенника му Вилхелм I.
- Основателният документ на Херцогството Насау, 1806
- Принцовият палат в Узинген
- Мозбург в дворцовия пърк в Бибрих

## Фамилия
Фридрих Август се жени на 23 април 1775 г. в Аролзен, Хесен, за принцеса Луиза фон Валдек (* 29 януари 1751, Аролзен; † 17 ноември 1816, Франкфурт на Майн), дъщеря на княз Карл Август Фридрих фон Вакдек-Пирмонт (1704 – 1763) и съпругата му пфалцграфиня Кристиана Хенриета фон фон Пфалц-Цвайбрюкен-Биркенфелд-Бишвайлер (1725 – 1816). Те имат децата:
- Христиана Луиза (1776 – 1829), омъжена на 9 декември 1791 г. за маркграф Фридрих фон Баден (1756 – 1817), син на велик херцог Карл Фридрих фон Баден
- Каролина Фридерика (1777 – 1821), омъжена на 9 февруари 1792 г. за княз Август фон Анхалт-Кьотен (1769 – 1812), син на княз Карл Георг Лебрехт фон Анхалт-Кьотен
- Августа (1778 – 1846), омъжена I. на 2 август 1804 г. за ландграф Лудвиг фон Хесен-Хомбург (1770 – 1839), развод 1805 г. II. ∞ на 7 септември 1807 за граф Фридрих Вилхелм фон Бисмарк (1783 – 1860)
- Фридрих Вилхелм (*/† 1780)
- Луиза Мария (1782 – 1812)
- Фридерика Витóрия (1784 – 1822)